# Paxodillidium schawalleri
Paxodillidium schawalleri är en kräftdjursart som beskrevs av Helmut Schmalfuss 1985. Paxodillidium schawalleri ingår i släktet Paxodillidium och familjen klotgråsuggor. Inga underarter finns listade i Catalogue of Life.